# Al ver verás
«Al ver verás» es una canción compuesta e interpretada por el músico argentino Luis Alberto Spinetta que se encuentra en el álbum Téster de violencia de 1988, octavo álbum solista y 21º en el que tiene participación decisiva.
El tema está ejecutado por Spinetta (guitarra, voz y programación), Carlos Alberto "Machi" Rufino (bajo), Juan Carlos "Mono" Fontana (teclados), Guillermo Arrom (primera guitarra) y Jota Morelli (batería).
La canción fue estrenada en febrero de 1987 en el recital gratuito que Spinetta dio en el Velódromo de Buenos Aires.
La canción también fue incluida en el álbum Argentina Sorgo Films presenta: Spinetta Obras y fue una de las dos canciones del álbum -la otra fue "La bengala perdida"-, seleccionadas por Spinetta para ser incluida en el concierto Spinetta y las Bandas Eternas en el año 2009, con Mono Fontana como invitado especial en ambas.

## Contexto
Spinetta venía de realizar su álbum doble junto a Fito Páez La, la, la y de sufrir que durante los recitales de presentación del álbum fueran asesinadas "las madres" de Fito Páez. Semejante situación impactó sobre la obra de ambos: mientras Fito Páez compuso y editó el álbum Ciudad de pobres corazones (1987), Spinetta por su parte expresó su dolor en Téster de violencia.
El contexto histórico de Argentina influía también en el estado emocional de Spinetta. A fines de 1983 la sociedad argentina había reconquistado la democracia y había enjuiciado y condenado a las juntas militares (1985) que cometieron crímenes de lesa humanidad durante la última dictadura. Pero en 1986 ese clima comenzó a enturbiarse cuando el Congreso sancionó la primera de las llamadas leyes de impunidad, seguida al año siguiente de la primera de las sublevaciones militares de carapintadas.

## El álbum
Téster de violencia es un álbum conceptual alrededor del tema de la violencia, que busca ir más allá de una mirada puramente moral y exterior sobre la violencia, para partir de los cuerpos de las personas, como campos en los que esa violencia actúa y a la vez es medida. Para Spinetta la violencia no es sólo "lo horrible", sino la vida misma, desde el hecho mismo de nacer y enfrentar la muerte.

La temática del cuerpo, eje central de Téster de violencia, resulta novedosa para alguien como Spinetta, que durante mucho tiempo le cantó al alma, e incluso bautizó a uno de sus mejores discos como Alma de diamante. Este cambio fue simétrico, además, al hecho de que el Flaco pasó de leer con devoción las obras de Antonin Artaud (para quien el cuerpo es la cárcel del alma) a los textos de Foucault (para quien el alma es la cárcel del cuerpo).
Eduardo Berti, Spineta: crónica e iluminaciones

En el álbum desempeña un papel especialmente importante el Mono Fontana, creador de todos los arreglos de teclados.

## El tema
El tema es el tercer track del álbum solista Téster de violencia, un álbum conceptual alrededor del tema de la violencia. El título de la canción, "Al ver verás", era el nombre de un tradicional parador ubicado en la Ruta 2 que une Buenos Aires con Mar del Plata, centro turístico marítimo por excelencia donde veraneaba habitualmente Spinetta. La letra hace referencia a una sombrilla ("yo por allí tengo una sombrilla") y a la "ventana de al ver verás". Comienza además diciendo "ven a verme al ver verás" y finaliza diciendo "no pensé en ningún lugar".
La letra relatada en segunda persona del singular, le pide a su interlocutor o interlocutora, que lo vaya a ver a al ver verás ("Ven a verme al ver verás"), donde él se encuentra al amanecer, en un estado en el que "las horas ya no pasan, las heridas se han ido (y) todo dura un instante". En ese estado de suspensión, como al costado del tiempo y el espacio, Spinetta puede "observar toda la locura, la sociedad o lo que ya se fue" y entender "que tu amor transpone".

Por mi ventana de al ver verás,
brilla un rayo al amanecer,
las horas ya no pasan,
las heridas se han ido,
todo dura un instante,
todo dura un instante para toda la vida.

Y al observar toda la locura,
la sociedad o lo que ya se fue,
entiendo que tu amor transpone todo refugio,
quema todo y sin armas.
"Al ver verás", Luis Alberto Spinetta

Spinetta se refirió a la letra de la canción en un reportaje que le realizó Gloria Guerrero para la revista Humor en marzo de 1988. Allí la periodista le pregunta sobre el sufrimiento que expresa un verso de la canción ("No importa que abandones lo que ya no resulta, es mejor ser el viento, para toda la vida"), y Spinetta le responde:

Lo que ya no resulta, no es aquello que dejamos, y nos frustró...Lo que ya no resulta es una decisión, es una elección... No es darse con la banana de que uno quiso hacer algo y no pudo: todo lo contrario, porque ese tema es una zona del Téster de violencia. Es el único Téster que llama a la compañía...
Luis Alberto Spinetta, 1988

Con respecto a la relación del tema con la "compañía", Spinetta había tratado la cuestión en una serie de ensayos filosóficos cortos sobre el cuerpo y la obra de Foucault, que había realizado como apoyo para el álbum. En estos ensayos Spinetta concibe al "cuerpo vivo" como "flora que se desliza en sí misma", lo relaciona con la nada ("el cuerpo es la huella misma con la que la nada marca su dominio") y lo define como un sistema "cerrado y abierto a la vez", que establece relaciones de "confinidad" mediante regímenes de admisión: "cuerpo es admisión".
La canción fue estrenada en febrero de 1987 en el recital gratuito que Spinetta dio en el Velódromo de Buenos Aires.
El tema fue uno de los dos temas de Téster de violencia seleccionados por Spinetta para tocar en el histórico recital de las Bandas eternas.